# Comuna Hubîn Perșîi, Horohiv
Hubîn Perșîi (în ucraineană Губин Перший) este o comună în raionul Horohiv, regiunea Volînia, Ucraina, formată din satele Hubîn Perșîi (reședința) și Nîvî-Hubînski.

## Demografie
Componența lingvistică a satului Hubîn Perșîi
     Ucraineană (98,98%)
     Alte limbi (0,85%)
Conform recensământului din 2001, majoritatea populației satului Hubîn Perșîi era vorbitoare de ucraineană (98,98%), existând în minoritate și vorbitori de alte limbi.